# Kortyzon
Kortyzon – organiczny związek chemiczny zaliczany do steroidów, hormon kory nadnerczy. Wpływa na metabolizm węglowodanów i białek. Ma działanie przeciwzapalne. Jest uznawany przez DFB (komisję antydopingową) za zabroniony środek dopingujący. Stosuje się go również przy zatruciach cyjankiem potasu lub cyjanowodorem.
Kortyzon, który sam nie jest aktywny biologicznie, w organizmie znajduje się w równowadze z aktywnym kortyzolem. Równowaga ta jest kontrolowana przez dehydrogenazę 11β-hydroksysteroidową typu 1 i typu 2:

Równowaga kortyzol–kortyzon